# Torre La Mata (Torrevella)
La Torre de la Mata és un edifici històric del municipi de Torrevella, en la pedania de la Mata. Data del segle xiv i té categoria de Bé d'Interés Cultural amb el codi 03.34.133-002.
Es tracta d'una antiga torre de guaita costanera, davant de la mar. Es va construir amb l'objectiu de protegir l'Era de la Sal de la Mata i el moll d'embarcament que hi va haver al davant de la pròpia torre. A poca distància es troba un canal que aporta aigua salina a la llacuna homònima del Parc Natural de les Llacunes de la Mata i Torrevella.
Té planta circular, amb al voltant de sis metres de diàmetre, amb poca alçada fins al remat del cilindre. Només hi ha lloc d'accés, xicotet, en la part més allunyada de la mar. En el costat oposat hi ha una finestra menuda, mentre que d'altres, transversals, són més allargades. Està construïda amb maçoneria irregular, els carreus es reserven per a la formació de la llinda i els brancals de la porteta. L'interior és un espai únic acabat en volta de carreus. Hi manca el remat de protecció que segurament va existir per sobre del bordó.
Es té constància que es va aixecar de nou en el segle xvi, sobre les restes d'una torre anterior, i va ser reconstruïda per l'enginyer Joan Baptista Antonelli. En 1787, l'enginyer Pedro de Navas assenyala que hi disposava d'un canó de bronze. L'última restauració data de l'any 1982.